# Тимошино (городской округ Солнечногорск)
Тимошино (до 1996 — посёлок Ленинская больница) — деревня в Московской области России. Входит в городской округ Солнечногорск.
Население — 0 чел. (2010).
В деревне находится Ленинская участковая больница.

## География
Деревня расположена на северо-западе Московской области, в западной части округа, примерно в 10 км к юго-западу от центра города Солнечногорска, с которым связана прямым автобусным сообщением, в 1 км от Истринского водохранилища. 
Ближайшие населённые пункты — деревни Сверчково, Селищево и Якиманское.

## История
В середине XIX века деревня Тимошина 1-го стана Клинского уезда Московской губернии принадлежала баронессе Елизавете Александровне Розен, в деревне было 14 дворов, крестьян 42 души мужского пола и 31 душа женского. Находилась она чуть более, чем в 1 км к юго-востоку от места расположения современной деревне, рядом с селом Якиманским, на берегу реки Истры.
В «Списке населённых мест» 1862 года — владельческая деревня Клинского уезда по правую сторону Санкт-Петербурго-Московского шоссе, в 17 верстах от уездного города и 11 верстах от становой квартиры, при колодцах, с 15 дворами и 100 жителями (48 мужчин, 52 женщины).
По данным на 1899 год — деревня Солнечногорской волости Клинского уезда с 93 душами населения.
В 1913 году — 16 дворов.
По материалам Всесоюзной переписи населения 1926 года — деревня Миронцевского сельсовета Солнечногорской волости Клинского уезда в 1,1 км от Пятницкого шоссе и 10,7 км от станции Подсолнечная Октябрьской железной дороги, проживало 65 жителей (32 мужчины, 33 женщины), насчитывалось 15 крестьянских хозяйств.
С 1929 года — населённый пункт в составе Солнечногорского района Московского округа Московской области. Постановлением ЦИК и СНК от 23 июля 1930 года округа как административно-территориальные единицы были ликвидированы.
На карте генерального штаба 1985 года старая деревня уже отсутствует, а на месте современной — посёлок Ленинская больница.
Решением Московской областной думы № 11/103 от 2 октября 1996 года посёлок Ленинская больница Обуховского сельского округа был переименован в деревню Тимошино.
С 1994 до 2006 гг. деревня входила в Обуховский сельский округ Солнечногорского района.
С 2005 до 2019 гг. деревня включалась в Кривцовское сельское поселение Солнечногорского муниципального района.
С 2019 года деревня входит в городской округ Солнечногорск, в рамках администрации которого относится с территориальному управлению Кривцовское.

## Население
| 1852 | 1859 | 1890 | 1899 | 1926 | 2002 | 2010 |
| ---- | ---- | ---- | ---- | ---- | ---- | ---- |
| 73   | ↗100 | ↘73  | ↗93  | ↘65  | ↘19  | ↘0   |